# Пичугин, Фёдор Филиппович
Фёдор Филиппович Пичугин (род. 22 апреля 1891 — 22 декабря 1972) — советский военачальник времен Второй мировой войны, генерал-майор (1943).

## Биография
Родился 22 апреля 1891 года в селе Водопьяново Водопьяновского района Воронежской области (ныне — село Донское Задонского района Липецкой области России). Русский.
С ноября 1917 года — в рядах Красной гвардии, с 1918 года — в Красной Армии. Член РКП(б) с 1918 года. Участник Гражданской войны в России: командовал Красногвардейским отрядом, сводным Красноармейским отрядом. В 1928 году сдал экстерном экзамены за курс военной школы рабоче-крестьянской Красной Армии, ещё через год окончил Высшие стрелковые курсы «Выстрел». В 30-х годах жил и работал в Москве.
Участник Великой Отечественной войны с 22 июня 1941 года. Воевал на Западном, Южном, Сталинградском, Донском, Белорусском и 1-в Белорусском фронтах.
В начальный период войны подполковник Ф. П. Пичугин командовал 811-м стрелковым полком 229-й стрелковой дивизии 69-го стрелкового корпуса 20-й армии Западного фронта. С 29 мая 1942 года по 25 февраля 1945 года — комендант 115-го Жлобинского Краснознаменного ордена Кутузова 2-й степени укрепленного района. Участвовал в обороне Сталинграда.
В ходе Рогачёвско-Жлобинской операции в феврале 1944 году район ликвидировал существовавший на левобережье Днепра плацдарм гитлеровцев, освободил деревню Майское и соседние населённые пункты. За участие в освобождении Жлобина 115-й укрепрайон 48-й Армии (комендант Пичугин Ф. Ф.) получил название «Жлобинский».
1 сентября 1943 года полковнику Ф. П. Пичугину присвоено воинское звание «генерал-майор». С февраля 1945 года — заместитель командира по строевой части 90-й стрелковой Ропшинской Краснознаменной ордена Суворова 2-й степени дивизии.
После выхода в запас жил в городе Воронеже, где и умер 22 декабря 1972 года.
Похоронен на Юго-Западном кладбище города Воронеж.

## Семья
- Супруга — Пичугина Валентина Ивановна (1900—1990).

## Награды и звания
- Орден Ленина
- Четыре ордена Красного Знамени (28.08.1942, 09.03.1943, 28.08.1944, …)
- Орден Отечественной войны I степени (04.11.1943)
- Медали
- Звание «Почётный гражданин города Жлобин» (присвоено 24 июня 1969 года)[2]

## Память
- В Жлобинском историко-краеведческом музее размещена экспозиция, посвящённая Ф. Ф. Пичугину.